# Provinciale weg 595
De provinciale weg 595 (N595) is een provinciale weg in de Nederlandse provincie Limburg. De weg vormt een verbinding tussen de N590 bij Valkenburg en de N278 nabij de buurtschap Wittem. In Valkenburg kruist de weg eveneens de N298 richting Nuth.
De weg is uitgevoerd als tweestrooks-gebiedsontsluitingsweg met buiten de bebouwde kom een maximumsnelheid van 80 km/h. In de gemeente Valkenburg aan de Geul heet de weg achtereenvolgens Reinaldstraat, Oosterweg, Berkelplein, Neerhem, Oud-Valkenburgerweg, Oud-Valkenburg, Strucht (naar de gelijknamige buurtschap Strucht) en Panhuis. In de gemeente Gulpen-Wittem draagt de weg de namen Valkenburgerweg, Wielderdorpstraat, Marchierstraat, Knipstraat, Kapolder en Wittemer Allee.
Delen van de weg zijn regelmatig onderdeel van het parcours van grote wielerwedstrijden. Zo vormt een deel van de weg de verbinding tussen de bij wielrenners populaire Keuteberg en de Sibbergrubbe.

## Bezienswaardigheden, erfgoed, natuurgebieden
Langs de weg liggen een groot aantal monumentale kerken, kloosters, kastelen, boerderijen en watermolens. De Johannes de Doperkerk in Oud-Valkenburg en de parochiekerk St-Gertrudis in Wijlre liggen direct langs de N595. Even buiten de bebouwde kom van Valkenburg, tegen de helling van de Biebosch, ligt het uit 1960 daterende benedictinessenklooster Regina Pacis. Het Redemptoristenklooster Wittem, vlak bij de kruising met de N298, is een belangrijk bedevaartoord.
Bij Oud-Valkenburg liggen de kastelen Schaloen en Genhoes, en bij Wittem het kasteel Cartils en kasteel Wittem. Langs de weg liggen diverse Limburgse carréboerderijen en enkele vakwerkhuizen.
In de beemden aan de oostkant van Valkenburg bevindt zich, tegenover het Biebosch, het Geulstrand, een in de jaren 1980 aangelegde visvijver en natuurgebied. Bij Oud-Valkenburg vormt de weg de noordelijke begrenzing van het natuurgebied Gerendal. De weg volgt het Geuldal en maakt bij Schin op Geul een bocht om de Sousberg heen. Ook tussen Wijlre en Wittem is het landschap aan beide zijden van de weg nog vrij ongeschonden.

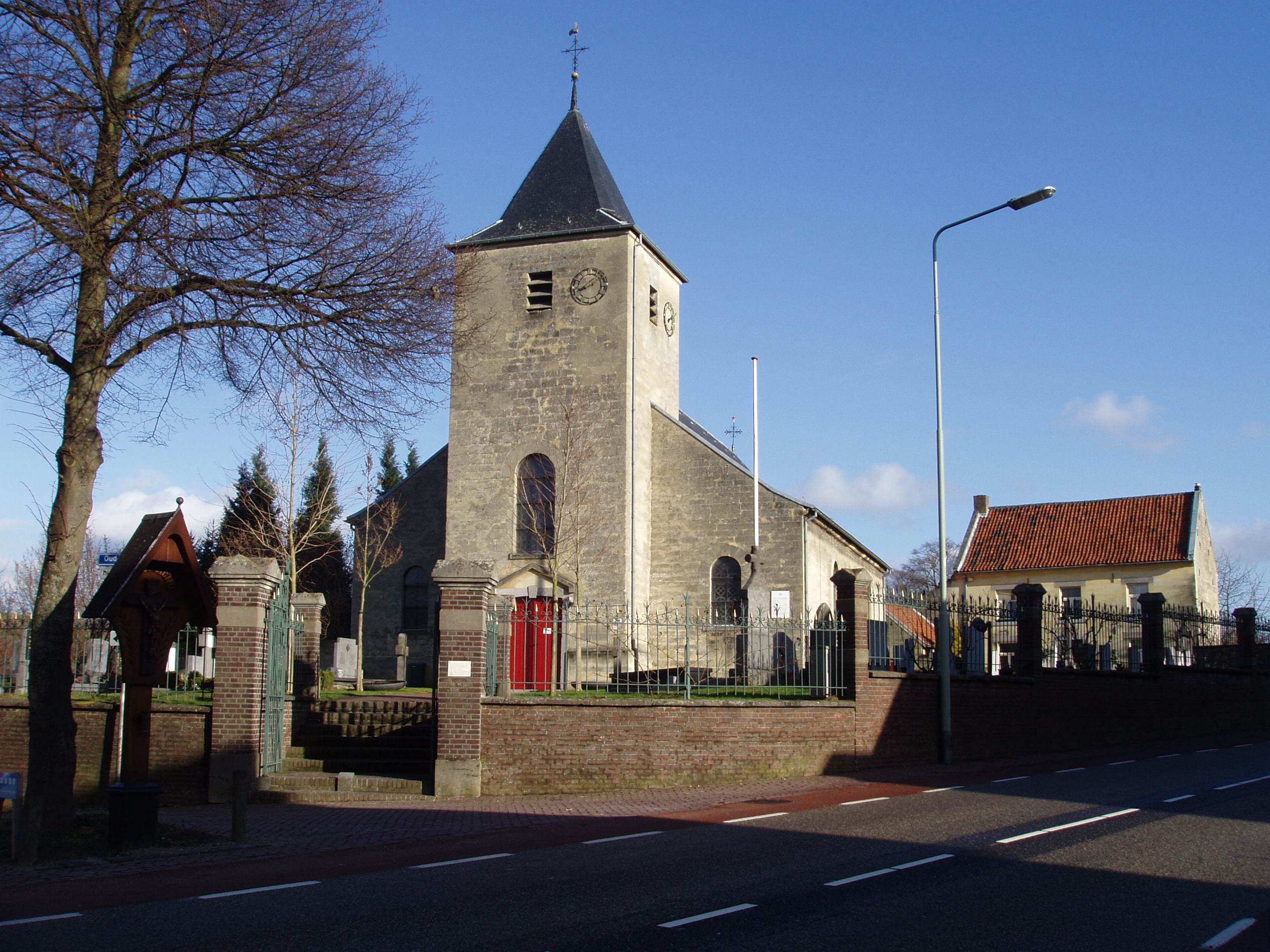
Kerk Oud-Valkenburg
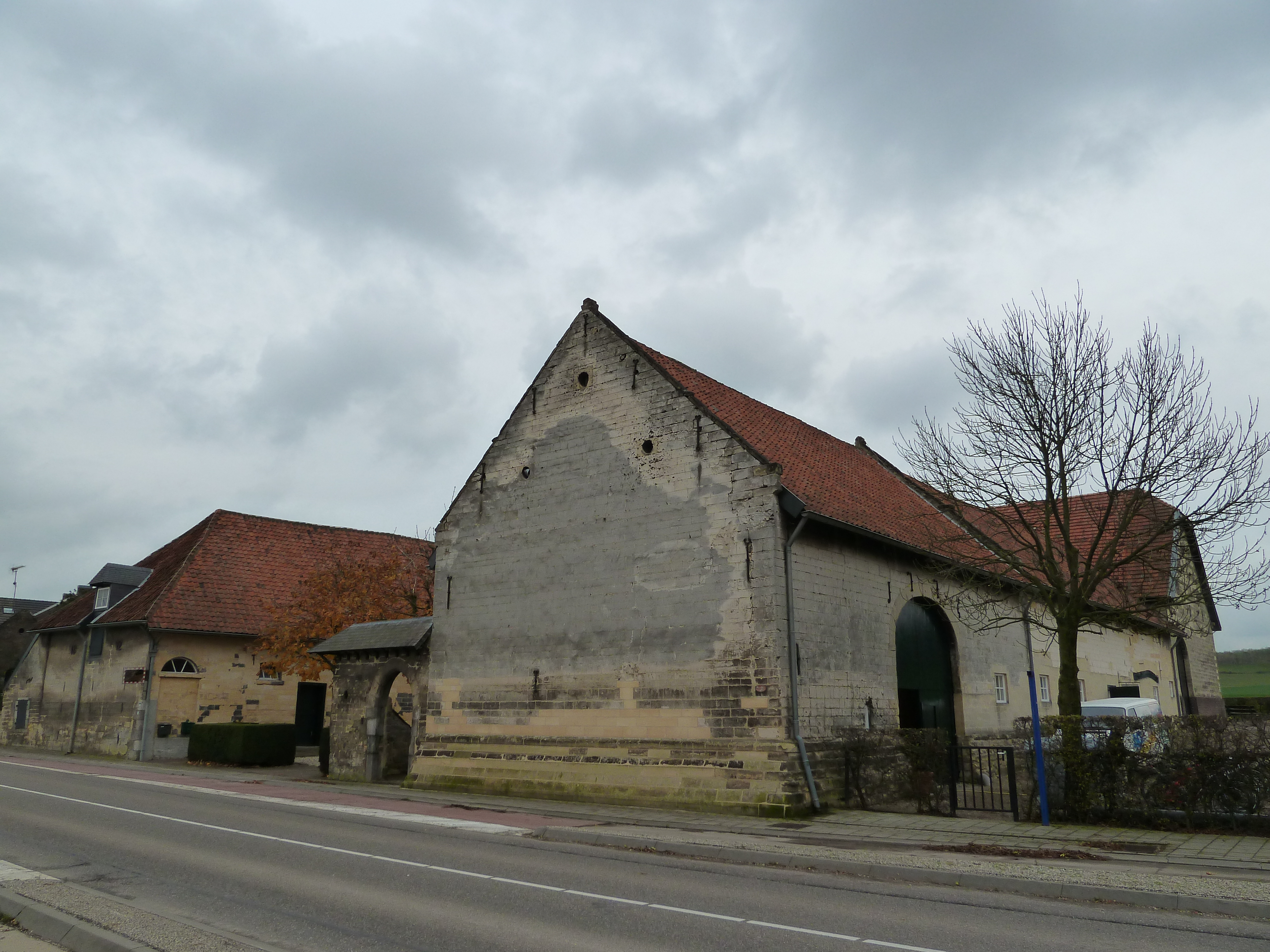
Carréboerderij
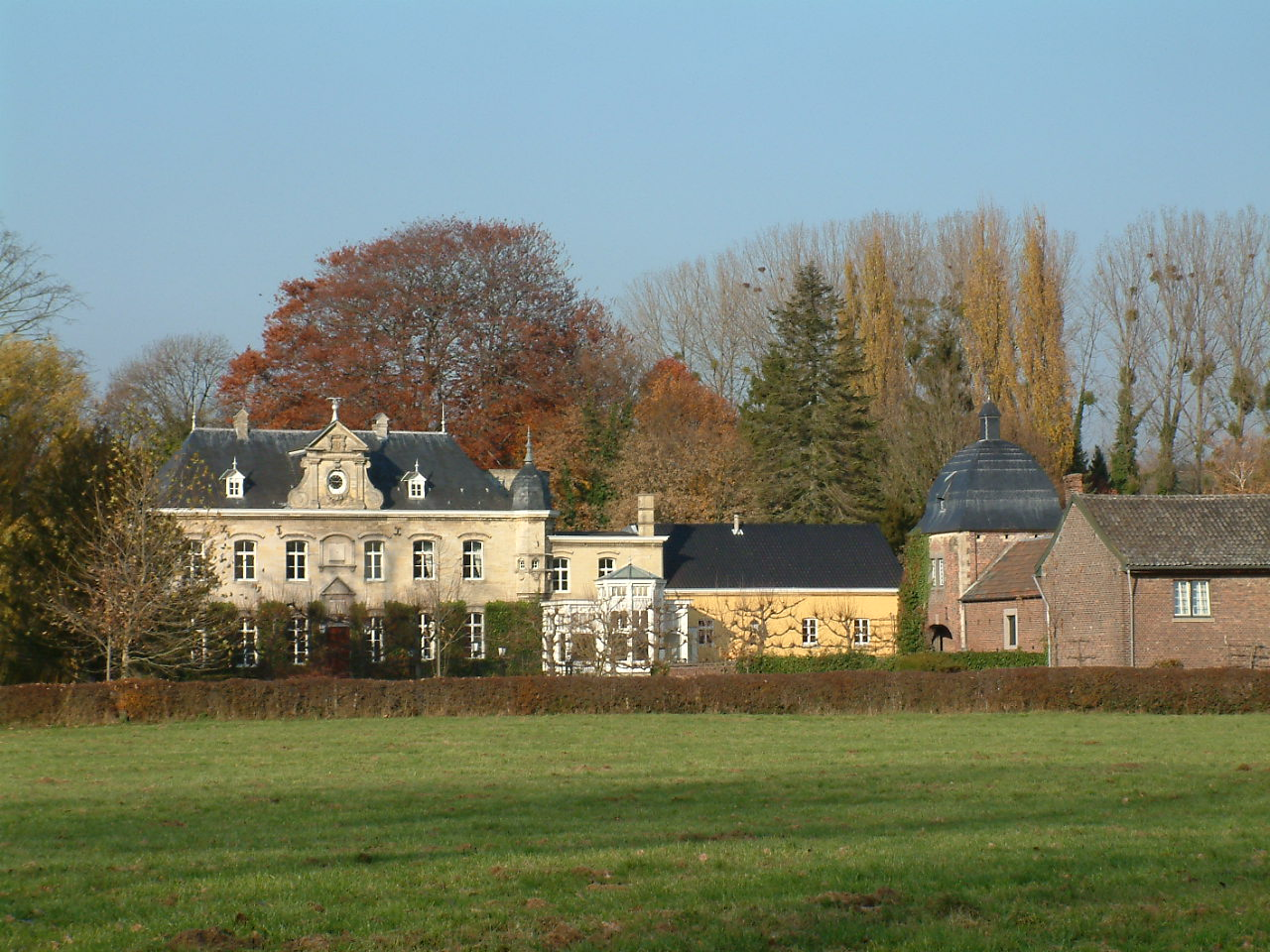
Kasteel Cartils
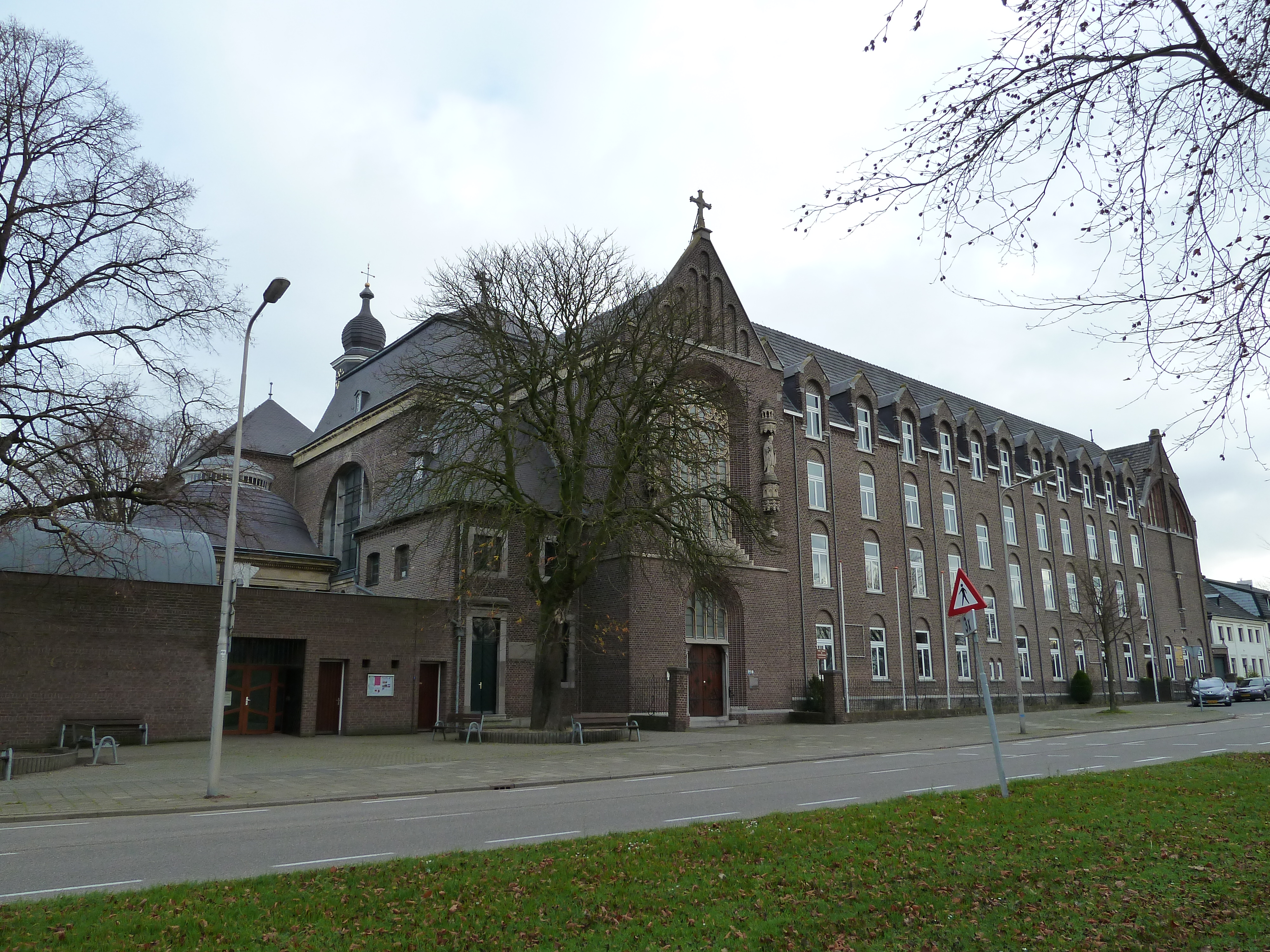
Klooster Wittem

N62 · N69 · N251 · N252 · N253 · N254 · N255 · N256/A256 · N257 · N258 · N260 · N261 · N262 · N263 · N264 · N266 · N267 · N268 · N269 · N270/A270 · N271 · N272 · N273 · N274 · N275 · N276 · N277 · N278 · N279 · N280 · N281 · N282 · N283 · N284 · N285 · N286 · N287 · N288 · N289 · N290 · N291 · N292 · N293 · N294 · N295 · N296 · N296n · N297 · N298 · N300 · N321 · N322 · N324 · N329 · N389 · N394 · N395 · N396 · N397

N556 · N562 · N564 · N570 · N572 · N590 · N595 · N598 · N601 · N602 · N605 · N607 · N612 · N613 · N615 · N616 · N617 · N618 · N620 · N622 · N625 · N629 · N631 · N632 · N637 · N638 · N639 · N640 · N641 · N651 · N652 · N653 · N654 · N655 · N656 · N658 · N659 · N660 · N661 · N662 · N663 · N664 · N665 · N666 · N667 · N668 · N669 · N670 · N671 · N673 · N674 · N675 · N676 · N682 · N683 · N686 · N689 · N690 · N831 · N843

Voormalige provinciale wegen: N299 · N551 · N552 · N553 · N554 · N555 · N560 · N561 · N563 · N565 · N566 · N567 · N568 · N571 · N574 · N580 · N581 · N582 · N583 · N584 · N585 · N586 · N587 · N588 · N589 · N591 · N592 · N593 · N594 · N596 · N597 · N603 · N604 · N606 · N608 · N610 · N611 · N614 · N619 · N621 · N623 · N624 · N626 · N628 · N630 · N634 · N642 · N657